# Danilo Dougan
Danilo Dougan, slovenski pravnik, družbenopolitični in športni delavec, * 27. marec 1909, Gorica, † 13. januar 1993, Ljubljana.

## Življenje in delo
Ljudsko šolo, realno gimnazijo in Pravno fakulteto, na kateri je 1932 tudi doktoriral je obiskoval v Ljubljani. Kot sodni pristav je služboval v Škofji Loki (1937-1941), nato kot sodnik okrajnega sodišča v Dolnji Lendavi (1941-1943). Narodnoosvobodilni borbi se je pridružil 1943. V letih 1943−1945 je bil sodni inštruktor Glavnega štaba Narodnoosvobodilne vojske in partizanskih odredov Slovenije (GŠ NOV in POS), načelnik sodnega odseka štaba 7. in  9. korpusa ter načelnik sodnega odseka pri GŠ NOV in POS. V letih 1945−1974 je opravljal razne politične funkcije; bil je šef kabineta predsednika vlade, generalni sekretar vlade Socialistične republike Slovenije (SRS), predsednik republiškega komiteja za fizkulturo, glavni direktor Triglav filma, javni pravobranilec SRS, državni sekretar za proračun in občo upravo SRS, sekretar za splošne gospodarske zadeve SRS, predsednik sveta SRS za turizem in predsednik Turistične zveze Slovenije.
Dougan je bil vsestranski športnik, saj se je ukvarjal s smučanjem, umetnostnim drsanjem, z vožnjo z bobom., plavanjem in bil 15 let predsednik Smučarske zveze Slovenije in več kot 10 let predsednik komiteja Planica. Dougan je med najbolj zaslužnimi za uvedbo smučarskih poletov kot nove discipline pri Mednarodni smučarski organizaciji
; tu je bil v letih 1953−1981 tudi član predsedstva in njen častni član. Objavil je številne strokovne sestavke. Za delo v športu je 1969 prejel Bloudkovo priznanje.